# 14214 Hirsch
14214 Hirsch è un asteroide della fascia principale. Scoperto nel 1999, presenta un'orbita caratterizzata da un semiasse maggiore pari a 2,5142771 UA e da un'eccentricità di 0,1973532, inclinata di 3,18461° rispetto all'eclittica.